# .bb
.bb és l'actual domini de primer nivell territorial (ccTLD) de Barbados. Actiu des de 1991, és administrar des de 2007 per la societat Telecoms Unit. Els registres estan limitats a residents i companyies registrades a Barbados, i es poden fer directament al segon domini o dins d'una sèrie de subdominis establerts.